# Verdes Australianos
Los Verdes australianos (en inglés: Australian Greens), comúnmente conocidos como Los Verdes, es un partido político australiano de izquierda, conformado por la confederación de partidos estatales y territoriales Verdes en Australia. A partir de las elecciones federales de 2019, son actualmente la tercera fuerza política de Australia.
El partido se fundó en 1992 y es una confederación de ocho partidos estatales y territoriales. Los orígenes del partido se remontan al movimiento ambiental de Australia, la controversia de la presa Franklin, las prohibiciones verdes y el movimiento de desarme nuclear. Iniciando como United Tasmania Group, uno de los primeros partidos verdes del mundo.
Después de las elecciones federales de 2016, los Verdes australianos tenían nueve senadores y un miembro diputado federal, 23 representantes electos en los parlamentos estatales y territoriales, más de 100 concejales locales  y más de 15,000 miembros del partido a partir de 2016. Todos los escaños del Senado y la Cámara de Representantes se conservaron en las elecciones federales de 2019.

## Historia

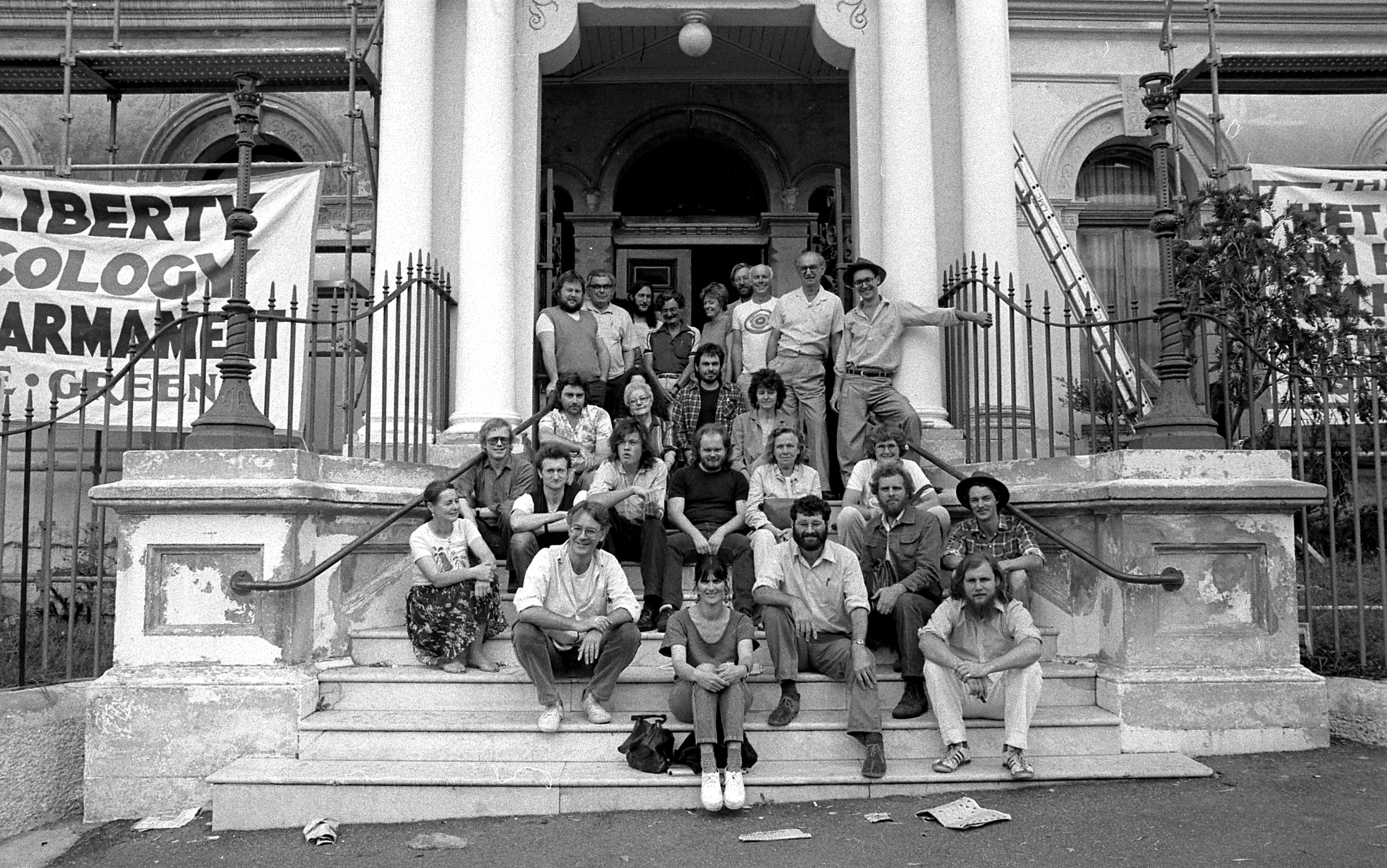
Verdes en Sídney, en la década de 1980, el primer partido político de Australia en utilizar el nombre de Verde

Los orígenes de los Verdes australianos se remontan al movimiento ambiental de Australia y la formación del partido United Tasmania Group, uno de los primeros partidos verdes del mundo, pero también al movimiento de desarme nuclear en Australia Occidental y secciones de la izquierda industrial en Nueva Gales del Sur que se inspiró en las prohibiciones verdes de la Federación de Trabajadores de la Construcción en Sídney. La coordinación entre grupos ambientalistas ocurrió en la década de 1980 con varias protestas importantes. Las personas clave involucradas en estas campañas incluyeron a Bob Brown y Christine Milne, que pasó a participar y ganar escaños en el Parlamento de Tasmania y finalmente formó los Verdes de Tasmania. Posteriormente, tanto Brown como Milne se convirtieron en líderes del partido federal, Verdes Australianos.
La formación del partido federal en 1992 reunió a más de una docena de grupos verdes, de organizaciones estatales y locales, algunos de los cuales habían existido durante 20 años. Tras la formación del partido nacional en 1992, las variaciones regionales de énfasis se mantuvieron dentro de los Verdes, con miembros de la izquierda industrial permaneciendo una presencia en la rama de Nueva Gales del Sur. Brown renunció al Parlamento de Tasmania en 1993, y en 1996 fue elegido senador por Tasmania, el primero elegido como candidato de los Verdes Australianos.

## Ideología
Los Verdes son parte del movimiento Global Greens de política verde. El partido se identifica con cuatro pilares principales: justicia social, sostenibilidad, democracia de base, paz y se opone a la violencia.

### Posiciones políticas
Las políticas del partido cubren una amplia gama de cuestiones. Más notablemente, el partido favorece el ecologismo, incluida la expansión de las instalaciones de reciclaje; eliminación progresiva de los plásticos de un solo uso; esfuerzos de conservación ambiental; mejor gestión del agua; y detener la extinción de especies, la pérdida de hábitat y la deforestación en Australia. Los Verdes apoyan firmemente los esfuerzos para detener el cambio climático basados en evidencia científica, pasando de los combustibles fósiles a la energía renovable, así como reintroducir un precio del carbono. El partido apoya la reducción de los precios de la electricidad en los hogares mediante la creación de un proveedor de energía renovable de propiedad pública y la creación de miles de nuevos puestos de trabajo en la generación de energía renovable.

## Organización

### Líderes del partido
| N.º | Imagen | Líder             | Inició                  | Final                |
| --- | ------ | ----------------- | ----------------------- | -------------------- |
| 1   |        | Bob Brown         | 28 de noviembre de 2005 | 13 de abril de 2012  |
| 2   |        | Christine Milne   | 13 de abril de 2012     | 6 de mayo de 2015    |
| 3   |        | Richard Di Natale | 6 de mayo de 2015       | 3 de febrero de 2020 |
| 4   |        | Adam Bandt        | 4 de febrero de 2020    | En el cargo          |

### Líderes estatales y territoriales
|  | 9.57 % |

|  | 11.50 % |

|  | 9.47 % |

|  | 6.92 % |

|  | 9.12 % |

|  | 12.38 % |

|  | 13.5 % |

|  | 4.46 % |

## Resultados electorales

### Elecciones federales
|  | 1.83 % |

|  | 1.74 % |

|  | 2.14 % |

|  | 4.96 % |

|  | 7.19 % |

|  | 7.79 % |

|  | 11.76 % |

|  | 8.65 % |

|  | 10.23 % |

|  | 10.40 % |

|  | 12.25 % |